# شريف يونس
شريف يونس سامبا (مواليد 22 مايو 1995) هو لاعب كرة طائرة شاطئية قطري، سنغالي المولد. في عام 2018، انتزع إلى جانب أحمد تيجان الميدالية الذهبية في دورة الألعاب الآسيوية 2018 في فلمبان بإندونيسيا.
تنافس في الألعاب الأولمبية الصيفية 2016 مع زميله جيفرسون بيريرا، وتم إقصاؤهم من دور الـ16، بعد إنهاء الشراكة مع أحمد تيجان في عام 2014، تم لم شملهم في عام 2017، ثم تأهلوا لالألعاب الأولمبية الصيفية 2020.